# Kolheim
Kolheim ist ein Teil des Ortsteiles Findorf in der Gemeinde Gnarrenburg im Landkreis Rotenburg (Wümme) in Niedersachsen.

## Geographische Lage
Kolheim liegt auf einer Länge von etwa drei Kilometer nordwestlich des Oste-Hamme-Kanals.

## Geschichte

### Gründungsjahre
Kolheim wurde 1781 im Zuge der Moorkolonisierung des Teufelsmoores gegründet. Im Jahr 1789 wurde angegeben, dass der Ort nur aus einer Hütte bestand.

### Eingemeindungen
Die beiden ehemals selbstständigen Gemeinden Findorf und Kolheim schlossen sich im Zuge der Eingemeindung am 1. April 1929 als Findorf zusammen. Berichtet wird von Menschen mit unterschiedlicher Herkunft, was zu Streitigkeiten und Auseinandersetzungen geführt haben soll. Durch Arbeit und erlittene Not legte sich jedoch die gegenseitige Feindlichkeit.
Am 8. April 1974 wurde Findorf im Zuge der Gebietsreform in die Gemeinde Gnarrenburg eingegliedert.